# 元邦皇冠商業大樓

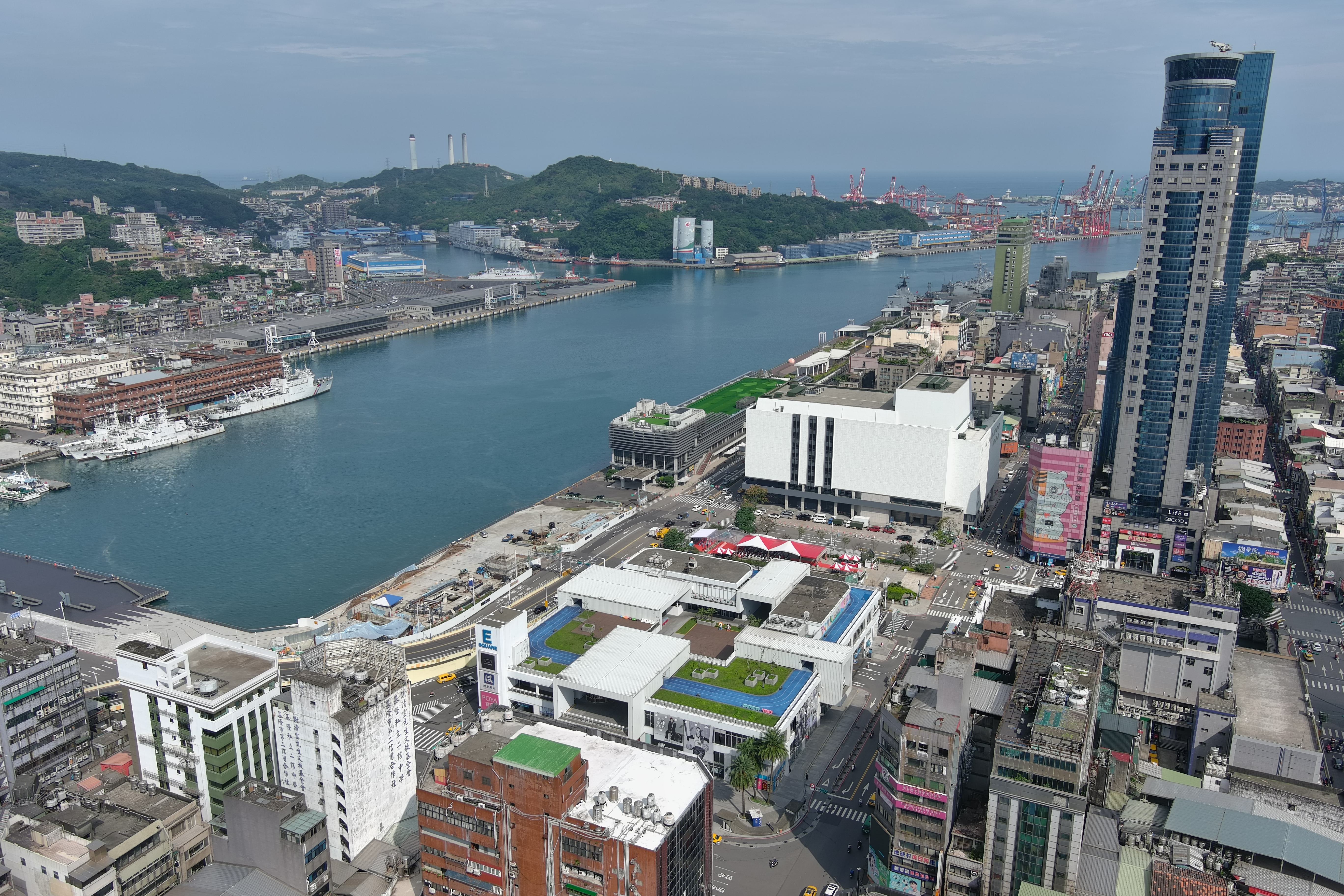
位於基隆港東岸的基隆皇冠商業大樓，鄰近基隆文化中心、基隆市政府與基隆夜市

基隆皇冠商業大樓，舊名：麗榮皇冠大樓，又曾短暫名為華冠大樓、元邦皇冠商業大樓，位於臺灣基隆市信一路與義一路口中心商業區，座落於基隆市最精華的區位，地址是信一路177號，是基隆港與基隆文化中心旁顯眼的地標商業大樓。開車從高速公路下基隆，或在基隆廟口夜市抬頭看到的就是這棟大樓，是目前基隆市最高的地標摩天樓（較東方帝景大樓更高）。2001年由麗榮建設與萬利營造建成，地上35層、地下7層，高147.5公尺，建築頂部類似船煙囪的造型與基隆港相呼應為其特色。

## 內部設施
1至6樓為摩亞時尚廣場（MOYA Sparkle Shopping Mall；包含麥當勞），7至10樓為秀泰影城，其他樓層做為餐廳及商旅等用途。

## 建築結構
建築材料以SRC/FSSC鋼骨結構為主，單層面積230~357坪，樓層每層高度為3.60以及5.80公尺。

## 外部連結
- 麗榮皇冠大樓照片 （页面存档备份，存于）
- 摩亞時尚廣場的Facebook專頁